# Whiteriver, Arizona
Whiteriver je naseljeno područje za statističke svrhe u američkoj saveznoj državi Arizona. Prema popisu stanovništva iz 2010. u njemu je živjelo 4,104 stanovnika.